# Djavidan Hanum

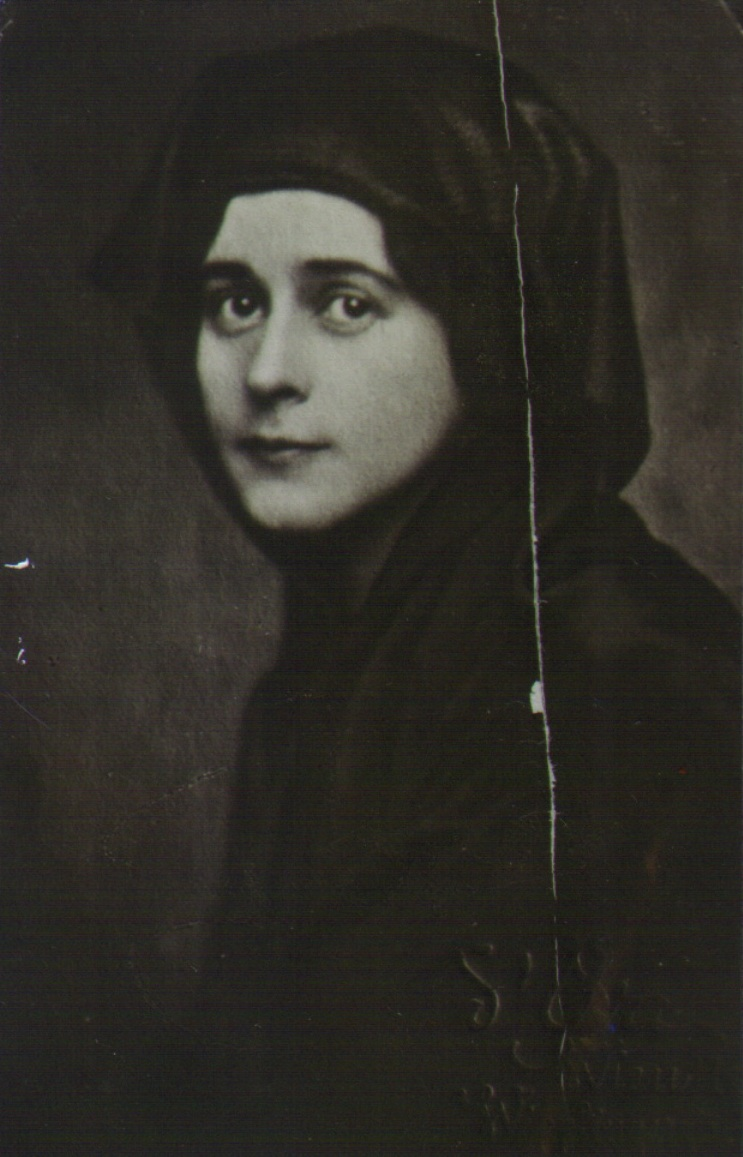
Djavidan Hanum, ca. 1909

Zubeida Djavidan Hanum, auch Scheherezade Hanoum (* 15. Juni 1877 als May Török von Szendrő in Philadelphia; † 5. August 1968 in Graz; Pseudonyme: Bajan Djavidan; Inschaallah; Djanan Djavidan) war eine österreichisch-ungarische Schriftstellerin, Malerin und Pianistin, die den Vizekönig von Ägypten heiratete und zeitweise Berühmtheit erlangte, nachdem sie 1930 mit ihrem Buch Harem die „Häuser der Glückseligkeit“ entschleierte. 

## USA, Österreich –Geburt, Kindheit, Jugend, Reisen
Zur Welt kam Djavidan Hanum am 15. Juni 1877 in Philadelphia als May Gräfin Török von Szendrő. Ihr ungarischer Vater, Josef Török, war Offizier in der k. & k. Armee, ihre österreichische Mutter, Sophie, war eine geborene Vetter von der Lilie. Bald schon nach Mays Geburt trennten sich ihre Eltern, und so wurde Theo Puskás zu ihrem „zweiten Vater“. Theodor Puskás von Ditró war bis zum Jahr 1889 der Europa-Beauftragte von Thomas Alva Edison und stellte während der Weltausstellung 1878 in Paris eine weiter entwickelte Version des Telefons vor.
In den folgenden Jahren trieb Puskas den Bau von Telefonnetzen in Europas Metropolen mit hohem Tempo voran; und so lebten er und seine Familie abwechselnd in Paris, in Budapest, in Wien, in London, auf seinen Gütern in Ungarn oder auf Schloss Waasen, südlich von Graz. Entsprechend weltgewandt und vielsprachig wuchs May als Kind auf: Neben Ungarisch und Deutsch beherrschte sie Französisch und Englisch, Italienisch und Russisch. Sehr früh schon zeigte sich auch ihre musikalische Begabung am Klavier.
Mays älterer Bruder, Josef Török (* 1873), wurde am Wiener Theresianum, der k. & k. Militärakademie, erzogen; als May ihn 1890, im Alter von erst dreizehn Jahren, allein dort besuchte, traf sie auf einen Kommilitonen ihres Bruders, den türkisch-ägyptischen Prinzen Abbas Hilmi.

## Ägypten –Im Harem

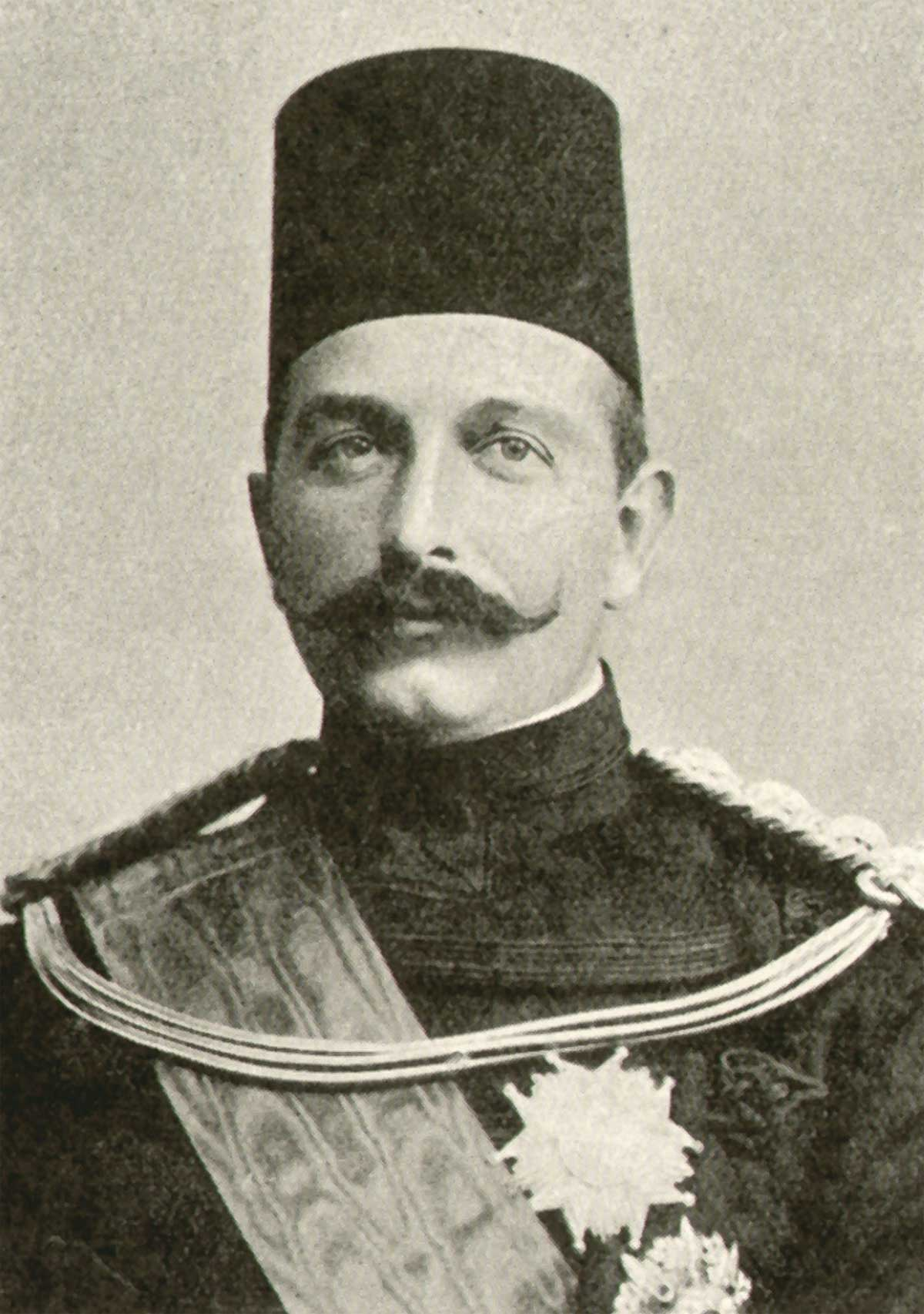
Abbas II. Hilmi

Im Jahr 1900, May war 23, kam es zur zweiten Begegnung zwischen ihr und Abbas Hilmi, diesmal in Paris. Diese Begegnung war mit ungeahnten Folgen sowohl für May als auch für Abbas verbunden, der 1892, mit gerade erst 18 Jahren, seinem inzwischen verstorbenen Vater, Mohammed Tewfik Pascha, als Khedive Abbas II. auf den ägyptischen Thron gefolgt war.
May nahm die Einladung Abbas Hilmis, nach Ägypten zu kommen, an und sollte während der nächsten rund dreizehn Jahre in dessen Harem leben. Das Paar konnte zunächst nur heimlich heiraten, denn die Walde-Hanum, die Mutter des Khediven, war gegen die Ehe mit einer „Ungläubigen“. May, als Kind ohne religiöse Bindung erzogen, nahm nun den Islam als Glauben an und nannte sich zunächst Zubeida und fortan Djavidan. Erst am 28. Februar 1910 konnte die offizielle Trauung stattfinden, und aus May Gräfin Török von Szendrö wurde nunmehr die Hanum-Effendi, die Gattin des Herrn und türkischen Vizekönigs von Ägypten.
Was auf den ersten Blick anmutete wie ein Märchen aus Tausendundeiner Nacht, entpuppte sich bei näherer Betrachtung als ein Leben voll schroffer Gegensätze: Einerseits größter Reichtum und unendliche Prachtentfaltung, andererseits strengstes religiöses und höfisches Zeremoniell, wonach Frauen vom offiziellen Leben ausgeschlossen blieben.
Es gilt als eines der großen Verdienste von Djavidan, dass sie in ihrem 1930 erschienenen Buch Harem mit vielen Vorurteilen und falschen Bildern von den „Häusern der Glückseligkeit“, wie die Haramliks, die Harems, auch bezeichnet wurden, abrechnete; dies war ihr nicht allein auf Grund eigener Anschauung, sondern vor allem infolge eifriger Islam-, Geschichts- und Sprachstudien möglich.
Doch sosehr Djavidan sich auf ihr Leben am ägyptischen Hof auch vorbereitet hatte – im Kern war sie doch eine aufgeklärte und emanzipierte Europäerin geblieben. Als erschwerend mag hinzugekommen sein, dass die Ehe zwischen ihr und Abbas Hilmi kinderlos geblieben war; den letzten Anstoß zur Trennung dürfte Abbas Hilmis Liaison mit der Pariser Tänzerin Andrée de Lusange (Georgette Mesny) gegeben haben, welcher der ehemalige Getreue und Hilmi-Berater Clemens von Arvay später die Schuld daran gab, dass Prinzessin Djavidan den Khediven verließ (...) und dass sich seine treuesten Freunde und ergebensten Angestellten von ihm abwandten.

## Wien –In der Künstlerszene
1913, nach der Scheidung von Abbas Hilmi, kehrte Djavidan Hanum nach Österreich zurück, ließ sich in Wien nieder und gründete ein „Schönheitsinstitut“, das sie mit dem Erlös aus Verkäufen von Juwelen, Kleidung und Silber finanzierte. Die Klientel setzte sich aus Damen der „höchsten“ und „besten“ Gesellschaft Wiens zusammen. In diese Zeit fallen auch Djavidans Kontakte zu Künstlern wie etwa dem Schriftsteller Robert Musil, dem Pianisten Eugen d’Albert, dem Dichter Gerhart Hauptmann, dem Zeichner Olaf Gulbransson oder dem Autorenpaar Otto Kaus und Gina Kaus.
Bei Eugen d’Albert nahm Djavidan Klavierunterricht; in einem späteren Empfehlungsschreiben des Komponisten und Pianisten heißt es: Prinzessin Djavidan Hanum hat in Wien längere Zeit bei mir studiert und ihr Klavierspiel hat mich stets interessiert. Ich hörte sie erst vor kurzem wieder und konnte große Fortschritte konstatieren. Ich kann sie in jeder Weise empfehlen, sie ist heute eine ausgezeichnete Pianistin.

## Berlin –Radio, Film, Spionage
Ab etwa 1920 lebte Djavidan Hanum in Berlin. Sie verfasste Hörspiele für den Rundfunk, komponierte und gab Klavierkonzerte, schrieb Erzählungen und publizierte in verschiedenen Tageszeitungen, so in der Vossischen Zeitung, im Berliner Tageblatt und in der Neuen Berliner Zeitung. Mit dem Buch Harem errang sie 1930 ihren größten Erfolg; 37 Rezensionen waren dazu erschienen. Bald wurde Harem in mehrere Sprachen übersetzt und Gerhart Hauptmann schrieb ihr zu dem Werk: Gnädigste Prinzessin! Haben Sie Dank für die Übersendung Ihres Buches, das ich auszugsweise kannte. Es zeigt Sie, und zwar sehr entschieden, als Schriftstellerin von Rang.
1921, in Danzig, hatte Djavidan Hanum eine weitere Begegnung, die ihrem Leben erneut eine entscheidende Wendung geben sollte. Zu Besuch auf dem Landgut einer Freundin, traf sie mit Simon „Senia“ Kulatschkoff zusammen, einem zaristischen Offizier, der aus der weißrussischen Armee desertiert war und als Landarbeiter auf diesem Gut beschäftigt wurde. Kulatschkoff fiel Djavidan auf, weil er ganz abgemagert war und kaum Deutsch sprach. Sie konnte etwas Russisch und nahm ihn schließlich mit nach Berlin, wo sie ihm eine Gesangsausbildung finanzierte und behilflich war, seinen ursprünglichen Beruf, die Schauspielerei, wieder auszuüben.
In Berlin kamen Djavidan Hanum und Simon Kulatschkoff auch mit dem Film in Berührung; in einem Zeitungsartikel schrieb Djavidan:
... Als Statistin habe ich schon mitgefilmt, das heißt als Edelkomparse. Ich habe Pariser Toiletten, und bei Gesellschaftsszenen stehe ich ganz vorne. Ich komme auch immer in den Apparat hinein. Der Schminkfrau gebe ich zehn Mark, man muss doch etwas für die Kunst tun! Sie schminkt mich dafür volle zwei Stunden. Die Augenlider grün, das wirkt weicher als braun. Alle anderen müssen natürlich warten. (...) Nach dem letzten Film, „Die Wollust der sibirischen Nächte“, wurde ich vom Regisseur, vom Aufnahmeleiter und vom Hilfsregisseur zum Souper eingeladen. Nicht zusammen ... von jedem separat. (...) Jeder hat mir sein Herz ausgeschüttet. Doch davon will ich nicht sprechen - ich weiß, dass Diskretion die erste Vorbedingung ist, um Karriere beim Film zu machen...
Auch Simon Kulatschkoff konnte sich in Berlin als Sänger und Schauspieler etablieren; in dem 1928 produzierten Stummfilm Der Zarewitsch spielte er den Adjutanten des Zaren. In Berlins gehobener Gesellschaft jener Zeit war es en vogue, sich mit Spiritismus und mit Hellseherei zu beschäftigen, und so war Kulatschkoff auch als Graphologe und Astrologe tätig; gelegentlich soll er sogar der Polizei bei der Suche nach Verschwundenen geholfen haben.
Prinzessin Djavidan und Simon Kulatschkoff lebten fortan zusammen, wenn auch in getrennten Wohnungen. Sie verkehrten in höchsten Gesellschaftskreisen, in die sich mitunter aber auch mediokre Figuren mischten; so waren die beiden häufig zu Gast im Haus des polnischen Majors Jerzy Sosnowski, der für seine eleganten Feste samt honorigen Gästen berühmt war. Allerdings wurde er später als hochkarätiger Spion enttarnt und verhaftet. Er hatte sich – mit Hilfe zweier bestochener bzw. erpresster Sekretärinnen im Reichswehrministerium, nota bene bereits 1934 – den deutschen Aufmarschplan gegen Polen besorgt. Ausgerechnet am Abend der Razzia war Djavidan Hanum nicht unter Sosnowskis Gästen.

## Wien, Innsbruck, Paris –Schreiben, Dolmetschen, Public Relations
Zwischen 1936/38 und 1945 lebten Prinzessin Djavidan und Senia Kulatschkoff erneut in Wien. Hier schrieb Djavidan Hanum wieder für den Rundfunk (RAVAG) und für Zeitschriften. 1942 veröffentlichte sie im Münchner Zinnen-Verlag ihr zweites Buch, Gülzar - Der Rosengarten, einen Band mit Erzählungen aus dem Orient. Auf das Heranrücken der Roten Armee an Wien kurz vor Kriegsende reagierte das Paar mit Flucht nach Innsbruck, durfte doch Simon Kulatschkoff als ehemals zaristischer Offizier von den siegreichen kommunistischen Truppen nichts Gutes erwarten. Am 24. April 1945 meldete Djavidan sich bei der Polizei in Innsbruck unter dem Namen „Bajan Djavidan“ an; als Beruf gab sie „Schriftstellerin“ zu Protokoll. Nach Kriegsende, ab Mitte Juli 1945, wurde sie von der französischen Militärregierung in Tirol als Dolmetscherin beschäftigt. Von 1946 bis 1951 erschienen in der Tiroler Tageszeitung, in der Heimat-Rundschau, in der Neuen Front und im Mannheimer Tagblatt einige Artikel und Kurzgeschichten von ihr, die sie mit „Zubeida Djavidan“, „Prinzessin Zubeida Djavidan“ oder „Djavidan Hanum“ signierte.
Von zunehmenden ökonomischen Sorgen getrieben, zumal nach 1944, mit dem Tod Abbas Hilmis, jegliche Apanage aus Ägypten versiegt war, sowie auf Anraten von Freunden, suchte Djavidan Hanum Kontakt zu Guido Orlando, dem damaligen „König der Reklame“ in Paris, einem schillernden Werbefachmann und Image-Berater, zu dessen Klientel gekrönte Häupter, abgehalfterte Filmstars, publicitysüchtige Millionäre und glanzlose Politiker zählten. Allen konnte er helfen, verursachten seine Kampagnen doch jeweils gewaltiges „Rauschen“ im Blätterwald. Und so rollte die internationale Presse des Jahres 1951 unter Titeln wie „Ich war Königin am Nil“ oder „Lieblingsfrau des Khediven sucht Stellung als Köchin“ oder „Filmrolle für Ägyptens entthronte Königin“ die Lebensgeschichte von Djavidan Hanum – nicht, ohne Wahrheit und Dichtung mehr oder weniger gut dosiert zu vermengen – noch einmal auf; zum Vergnügen der Leser, zum Wohlgefallen der Herausgeber und zur Genugtuung von Guido Orlando, dessen Honorar natürlich im Voraus fällig geworden war.
In einer Wochenschau der Firma Gaumont vom Sommer 1951 gibt es einen kurzen 35-Sekunden-Bericht, dessen „Dramatik“ nur zu deutlich Guido Orlandos Handschrift trägt:
Wenn Königinnen davon träumen, Stars zu werden.– Diese anonyme Spaziergängerin lebt in einem sehr bescheidenen Pariser Hotel, führt ein mittelmäßiges, aussichtsloses Leben und muss im Alltag jeden Handgriff selbst besorgen; ab und zu erinnert sie sich an ihre glanzvolle Jugend: Prinzessin Djavidan war siebzehn  [sic!] Jahre lang Königin von Ägypten. Heute ist ihr nichts geblieben als die ruhmreiche Vergangenheit, doch vielleicht hat sie trotzdem eine glänzende Zukunft vor sich, denn ein Impresario will Probeaufnahmen mit ihr drehen: Die Königin von Ägypten spielt die Königin von Saba - welch ein Programm!
In London wurden gerade die Dreharbeiten für den Film Queen for a Day (Königin für einen Tag) vorbereitet, dessen Hauptrolle Gloria Swanson angenommen hatte; die Story handelte von einer Putzfrau, die in einen Wettbewerb gerät und „versehentlich“ dazu auserkoren wird, die Rolle einer Königin zu spielen. Guido Orlando rief sofort den Produzenten des Films an, und schon am folgenden Tag stand in den Zeitungen, dass Gloria Swanson durch die „echte Königin“ Djavidan Hanum ersetzt werden solle. Aus den Probeaufnahmen wurde jedoch nichts, denn die Prinzessin erhielt für England kein Visum. Nachdem der Rummel verebbt war, blieb außer ein paar Tantiemen nur wenig übrig; und so gingen Djavidan und Kulatschkoff zurück nach Innsbruck, wo sie bis zum März 1952 lebten.

## Steiermark, Graz –Malerei, Klavierspiel, Alter, Tod

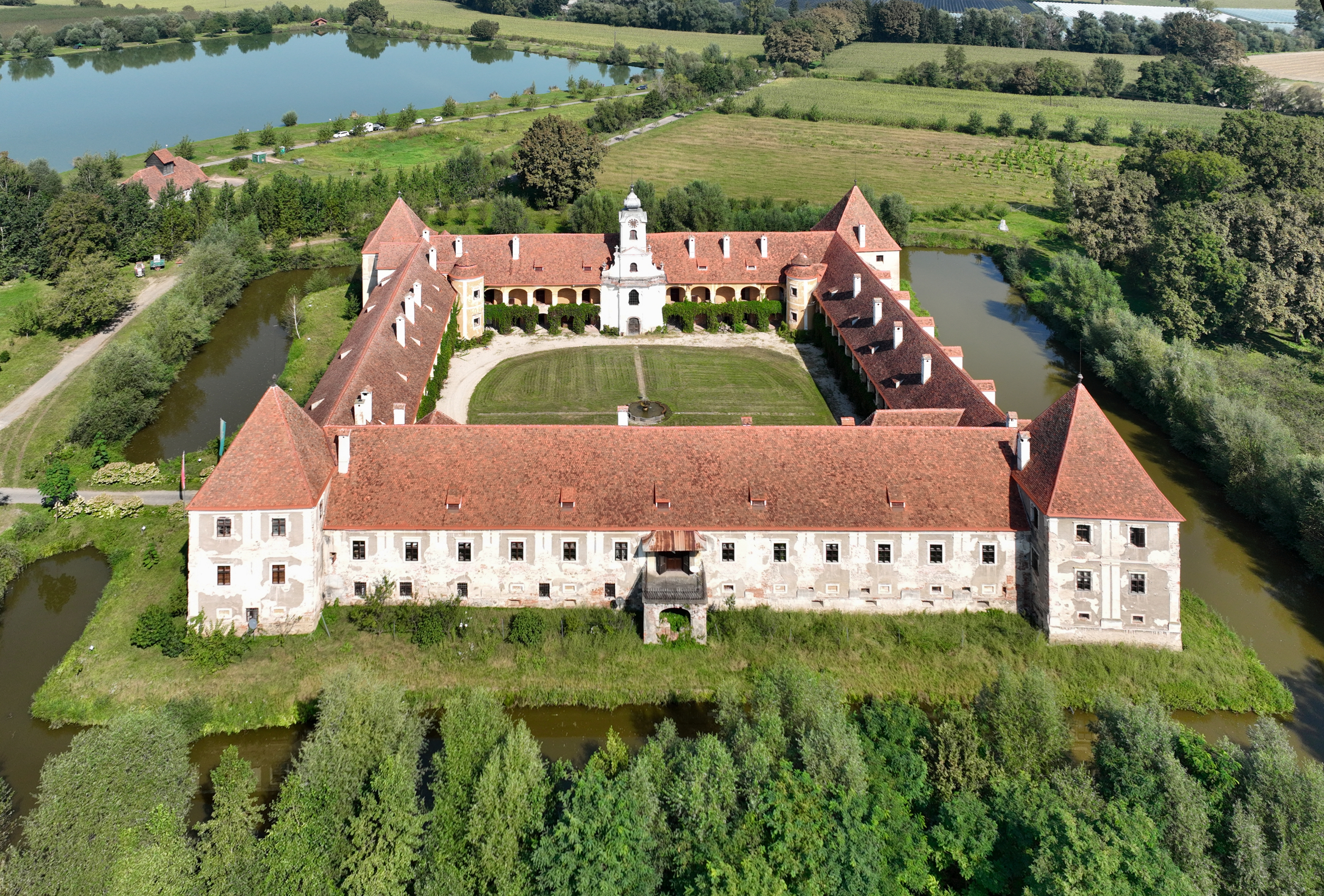
Schloss Hainfeld

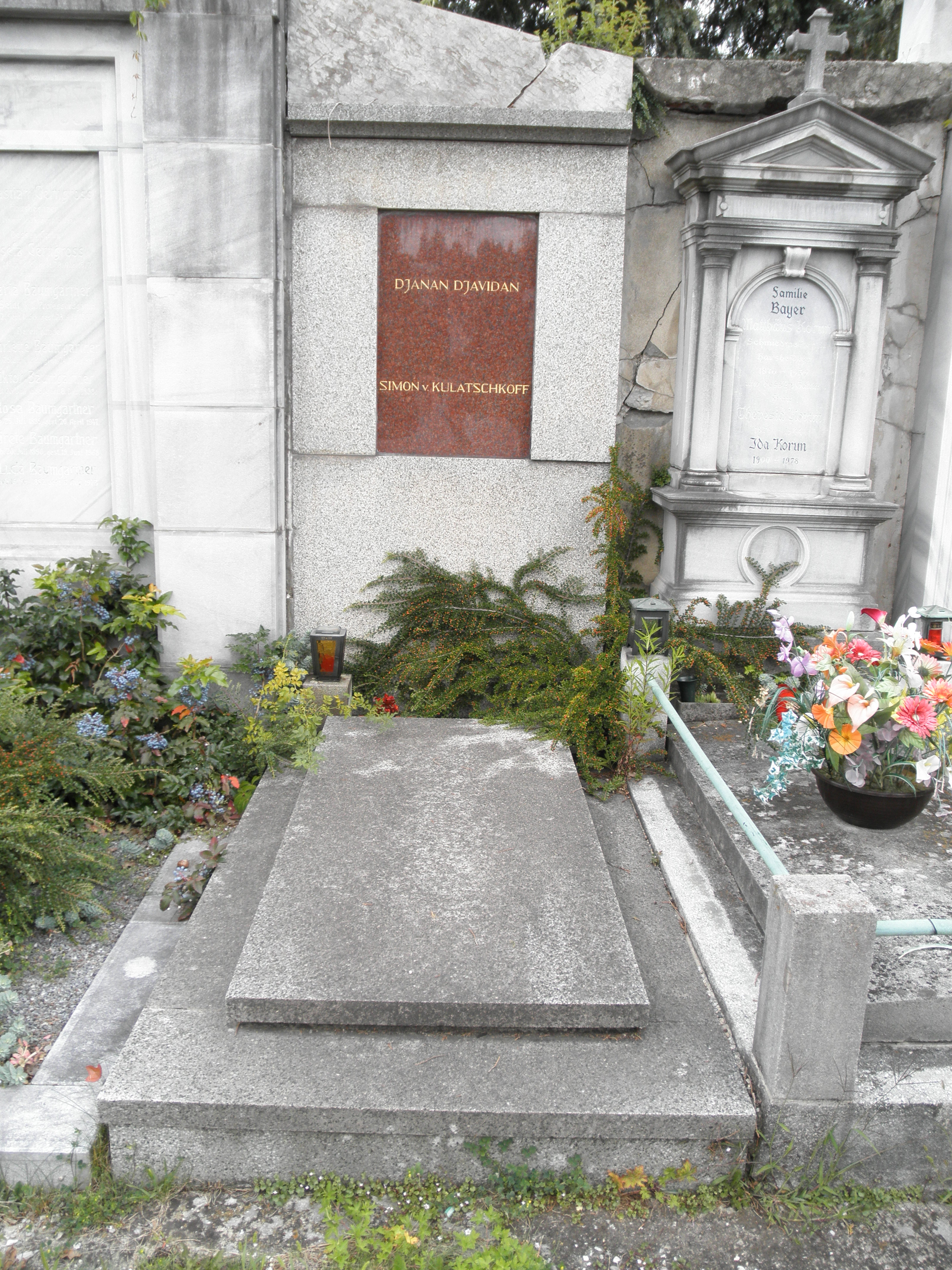
Grab in Graz

Djavidan zog nun zu Verwandten, Nachfahren des Orientalisten Joseph von Hammer-Purgstall, auf Schloss Hainfeld in der Steiermark, wo sie und Kulatschkoff zwei Jahre lang lebten, ehe sie nach Graz gingen und – wie stets – in getrennten Appartements wohnten. Noch auf ihre alten Tage begann die Prinzessin mit der Malerei; ihre winzige Wohnung, so berichteten Zeitzeugen, sei über und über – bis ins Klo – voller Bilder gewesen. Sie nahm auch ihr Klavierspiel wieder auf und übte vehement, gelegentlich nachts, manchmal zum Verdruss ihrer Nachbarn, die Kulatschkoff dann besänftigen musste.
Als Prinzessin Djavidan Hanum am 8. August 1968, drei Tage nach ihrem Tod, auf dem St.-Leonhard-Friedhof in Graz beigesetzt wurde, folgte ihrem Sarg nur eine kleine Trauerschar, darunter Studenten aus dem Orient, die von der nahegelegenen Universität eilig hinzu gebeten worden waren, weil niemand sonst wusste, wie nach islamischem Ritus die Gebete zu sprechen seien. Ihr schmuckloser Grabstein trägt nur ihren Namen – keine Jahreszahlen, keine Ortsangaben.
An der Wand des Hauses Wittekweg 7 wurde 2003 von der damaligen Kulturhauptstadt Graz im Zuge eines Projekts zur Ehrung unbekannter Grazer Frauen eine Gedenktafel mit folgenden Worten angebracht:
Zur Würdigung von Djavidan Hanum (1877 - 1968)
Künstlerin
Geboren in den USA, aus ungarischem Adel,
heiratete sie einen ägyptischen Prinzen.
Sie befreite sich aus Zwängen und zugedachten Rollen,
sie schrieb und musizierte, sie komponierte und malte,
war Weltbürgerin in Graz.

## Werke
Erinnerungen:
- Harem. Erinnerungen der früheren Gemahlin des Khediven von Ägypten Prinzessin Djavidan Hanum, Verlag für Kulturpolitik, Berlin 1930[27]
- Harem. Erinnerungen der früheren Gemahlin des Khediven von Ägypten Prinzessin Djavidan Hanum, Verlag Vis-à-vis, Berlin 1988[28], ISBN 3-924040-30-3

Neuausgabe:
- Harem. Erinnerungen der Prinzessin Djavidan Hanum, frühere Gemahlin des Khediven von Ägypten, Deutscher Taschenbuch Verlag, München 1991, ISBN 3-423-11342-1

Märchen:
- Gülzar. Der Rosengarten, Zinnen-Verlag, München 1942 (unter Zubeida Djavidan)

Hörspiele:
- Die grossen Sieben (unter dem Pseudonym "Inschaallah"), o. J.
- Zurück ins Paradies (unter dem Pseudonym "Inschaallah"), o. J.
- Seele und Körper (unter dem Pseudonym "Inschaallah"), o. J.
- Geheimnisvoller Orient (unter dem Pseudonym "Inschaallah"), o. J.[29]
- Die Stimme der Liebe (verschollen)[30]
- Wiegen (unter dem Pseudonym "Inschaallah"), o. J.[31]

Filmmanuskript:
- Ein Kind im Marionettentheater des Lebens (von Prinzessin Djavidan Hanoum und Senia Kulatschkoff), o. J.

Theaterstück (Mysterienspiel):
- Der entmündigte Tod (verschollen; Erwähnung in einem Brief von Djavidan Hanum an Margarethe Hauptmann, 1. August 1949)

Gemälde:
- Mehr als hundertfünfzig Gemälde, Zeichnungen und Skizzen, überwiegend mit orientalischen Motiven (Köln, Privatbesitz; Entstehung zwischen ~1954 und ~1967, zumeist 70 cm × 50 cm, Emailfarben auf Pressspan)

Komposition:
- Ein Orchesterwerk (verschollen), ca. 1918/19[32]

## Ausstellungen
Gruppenausstellungen:
- Amsterdam, Kunstzaal Magdalena Sothmannì, 28. Oktober – 19. November 1957
- Graz, Thalia (Club berufstätiger Frauen), letzte Maiwoche 1962

Einzelausstellungen:
- Graz, Landesmuseum Joanneum, 1. – 22. Februar 1959
- Wien, Österreichische Staatsdruckerei, Visionen am Nil, Februar 1968
- Köln, 1983 (posthum)